# Distretto di Balaka
Il distretto di Balaka (Balaka District) è uno dei ventotto distretti del Malawi, e uno dei dodici distretti appartenenti alla Regione Meridionale. Copre un'area di 2193 km² e ha una popolazione complessiva di 253.098 persone. La capitale del distretto è Balaka. 